# جنبش ضد روان‌پزشکی

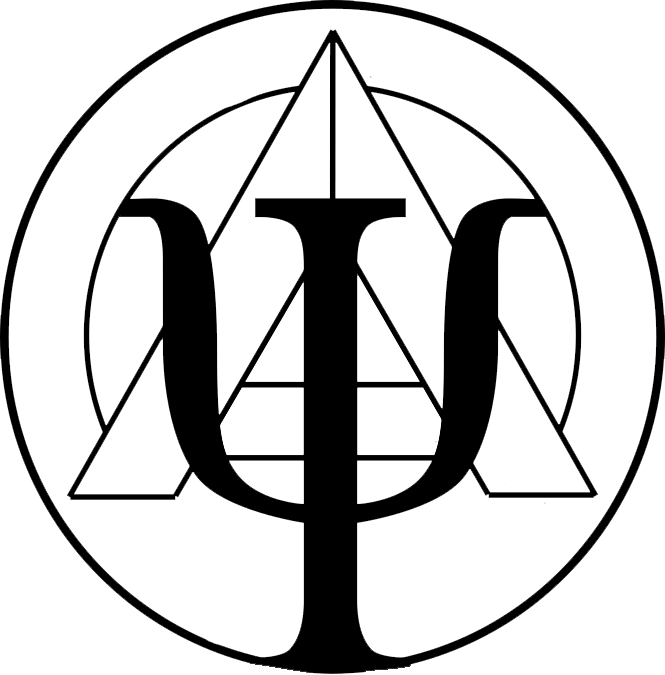
نماد ضد روانپزشکی

جنبش ضد روان‌پزشکی، یک جنبش اعتراضی علیه روان‌پزشکی بود که در سال‌های ۱۹۶۰ در انگلیس پا گرفت. این جنبش، از رویکرد کلی پزشکی مدرن در مقابله با افراد اسکیزوفرنیک که آنها را محبوس دیوارهای تیمارستان می‌نمود، انتقادات بسیاری نمود. بر طبق نظر اصحاب این جنبش، اسکیزوفرنی، فرایندی حاصل از فشارهای ناشی از نظام‌های اجتماعی و خانوادگی می‌باشد و افراد اسکیزوفرنیک را بایستی قربانیان این نظام‌ها دانست. اعضای این جنبش بر این نظر بودند که دیوانگی، حالتی از خلاقیت می‌باشد که حمایت جامعه را می‌طلبد. این جنبش، در مقابله با روانپزشکی، رفته رفته به سوی نهضت روان‌کاوی گرائید،